# Sint-Mathildekerk
De Sint-Mathildekerk (Duits: St. Mathilde of St. Mathildis) is de parochiekerk van de rooms-katholieke gemeenschap in de Duitse stad Quedlinburg. De kerk valt onder het decanaat Halberstadt van het bisdom Maagdenburg.

## Geschiedenis
Het eenschepige kerkgebouw is in de jaren 1855-1858 hooggelegen gebouwd op de wal van de oude stadsmuur. Desondanks onttrekt de kerk zich gemakkelijk aan de blik van bezoekers van de stad.
De Sint-Mathildekerk was de eerste voltooide kerk van de bekende architect Friedrich von Schmidt en is de op een na jongste kerk van de stad. Schmidt was een van de meest beduidende architecten van de neogotiek in Oostenrijk. Hij werkte in Duitsland onder andere mee aan de voltooiing van de Keulse Dom en in Wenen aan de bouw van het stadhuis
en de restauratie van de Stefanusdom. De Mathildekerk werd in juni 1858 door bisschop Konrad Martin van Paderborn geconsacreerd en gewijd aan de heilige Mathilde, de echtgenote van koning Hendrik I. Zij had in 936 de abdij van Quedlinburg gesticht.
De kerk past met haar eenvoudige architectuur uitstekend bij het middeleeuwse stadsbeeld van Quedlinburg.
De drie kleine dakruiters over de oostelijke gevelwand moesten in de jaren 70 wegens bouwvalligheid worden afgebroken. Daardoor heeft de kerk ook vandaag de dag nog geen klokken. Er zijn plannen om de kerktoren te herbouwen waarin de oude klokken dan weer zullen worden geïnstalleerd.

## Parochie
Als gevolg van de verdrijving van Duitsers na de Tweede Wereldoorlog steeg het aantal parochianen sterk, waardoor de kleine Sint-Mathildekerk te klein werd. Daarom sloot de parochie in 1954 een overeenkomst met de stadsraad om de Sint-Wigbertkerk als filiaalkerk te gebruiken. Deze kerk wordt door de parochie ook zomerkerk genoemd, omdat de kerk geen verwarming heeft en deswegen slechts in de zomer wordt gebruikt.

## Interieur
Door de in 2003 in de oorspronkelijke staat gerenoveerde grote ramen in de beide zijmuren van de kerk is er voor wat betreft een neogotische kerk sprake van veel lichtval. Vermeldenswaardig zijn o.a.:
- Een triptiek dat in de jaren 50 gemaakt is door de uit Halle afkomstige kunstenaar Meinolf Splett, voorstellende Christus omgeven door engelen en heiligen. Op de beide zijvleugels van de triptiek wordt de heilige Mathilde in verschillende rollen verbeeld.
- Een uit de Sint-Wigbertkerk (Duits: St. Wiperti) afkomstige gotische piëta uit circa 1400.
- De koorafsluiting bevat een drietal gebrandschilderde ramen. Op het middelste venster staan de heilige Mathilde en de heilige Liborius, de patroonheilige van het bisdom Paderborn, waartoe Quedlinburg oorspronkelijk behoorde, op het linker venster staan Sint-Dionysius en Sint-Servatius, de patroonheiligen van de stiftskerk van Quedlinburg, en op het rechter venster Mathildes zoon Bruno en haar achterkleinzoon keizer Hendrik de Heilige.
- Een uit zandsteen gebeeldhouwde kruisweg.